# Louis-François Lejeune
Louis-François, Barão Lejeune (Estrasburgo, 3 de Fevereiro de 1775 - Toulouse, 29 de Fevereiro de 1848) foi um General francês, pintor e litógrafo. Participou na Revolução francesa e nas Guerras Napoleónicas. O seu nome está inscrito no Arco do Triunfo.

## Vida
Ele estudou pintura no estúdio de Pierre-Henri de Valenciennes, ao lado de Jean-Victor Bertin, mas deixou o estúdio para ser voluntário na Compagnie des arts de Paris em 1792. Ele recebeu seu batismo de fogo na batalha de Valmy no final daquele ano. Tornou-se sargento no 1º batalhão do Arsenal e em 1793 passou para a artilharia em La Fère, auxiliando nos cercos de Landrecies, Le Quesnoy e Valenciennes. Em Valenciennes tornou-se ajudante de campo do general Jacob e, como tenente ligado aos engenheiros, participou da campanha da Holanda de 1794 e da campanha de 1795.
Chamado para o depósito em 1798, ele foi brilhantemente bem-sucedido em seus exames e foi feito capitão por apego aos engenheiros. Tornou-se ajudante de campo do marechal Berthier em 1800, cargo que manteve até 1812 e no qual participou ativamente de praticamente todas as campanhas napoleônicas. Ele foi ferido e capturado na Espanha. Ele foi promovido a capitão completo depois de Marengo e chef de bataillon depois de Austerlitz, tornando-se também cavaleiro da Légion d'honneur e coronel no Cerco de Saragoça.
A campanha alemã de 1806 levou-o a Munique, onde visitou a oficina de Alois Senefelder, o inventor da litografia. Lejeune ficou fascinado com as possibilidades do novo método e lá fez o desenho em pedra de seu famoso cossaco (impresso por C. e f. Senefelder, 1806). Enquanto ele jantava, e com seus cavalos atrelados e esperando para levá-lo de volta a Paris, cem provas foram impressas, uma das quais ele posteriormente apresentou a Napoleão. A introdução da litografia na França deveu-se em grande parte aos esforços de Lejeune.
Em 1812, durante a invasão francesa da Rússia, foi nomeado general de brigada e chefe de gabinete de Davout. Lejeune deixou seu posto durante a retirada da Rússia e foi preso por ordem de Napoleão. Libertado em março de 1813, Lejeune foi então enviado para as províncias da Ilíria, antes de se juntar ao exército sob as ordens do marechal Oudinot, tornando-se seu chefe de gabinete. Durante a campanha da Saxônia, Lejeune esteve presente na Batalha de Lutzen (1813), na travessia do rio Spree e em Bautzen. Ele foi feito um oficial da Légion d'honneur e um comandante da Ordem de Maximiliano da Baviera. Na batalha de Hoyersverda, quando as tropas de Bülow eliminou o 12º corpo formado em quadrado na planície, Lejeune (com risco de ser sequestrado) aventurou-se nas linhas inimigas com um batalhão, a cavalaria do General Wolf e seis canhões de 12 libras. Ele assim venceu toda a artilharia prussiana e salvou o marechal Oudinot e seu exército. Ferido várias vezes e finalmente em Hanau, foi autorizado a deixar o exército em novembro de 1813, após mais de 20 anos de serviço. Após sua saída do exército, dedicou-se à pintura.
Após uma concessão inicial em Hanover em 1808, e uma segunda em Westphalia em 1810, ele foi feito um barão d'Empire em 1810. Já um membro da cruz da Ordem de Leopoldo, Lejeune foi feito cavaleiro de São Luís por Luís XVIII e em 1823 comandante da Légion d'honneur. Ele retornou ao exército (agora sob os Bourbons ) de 1818 a 1824, tornando-se comandante da Haute-Garonne em 1831. Em 2 de setembro de 1821 casou-se com Louise Clary, irmã do general Marius Clary e sobrinha de Désirée Clary, rainha da Suécia por ela casamento com Jean-Baptiste Bernadotte. Em 1824 o rei da Suécia conferiu a Lejeune a Grã-Cruz da Ordem da Espada. Em 1837 tornou-se diretor da École des beaux-arts et de l'industrie em Toulouse, cidade da qual se tornou prefeito em 1841 e na qual morreu de ataque cardíaco aos 73 anos.

## Trabalhos

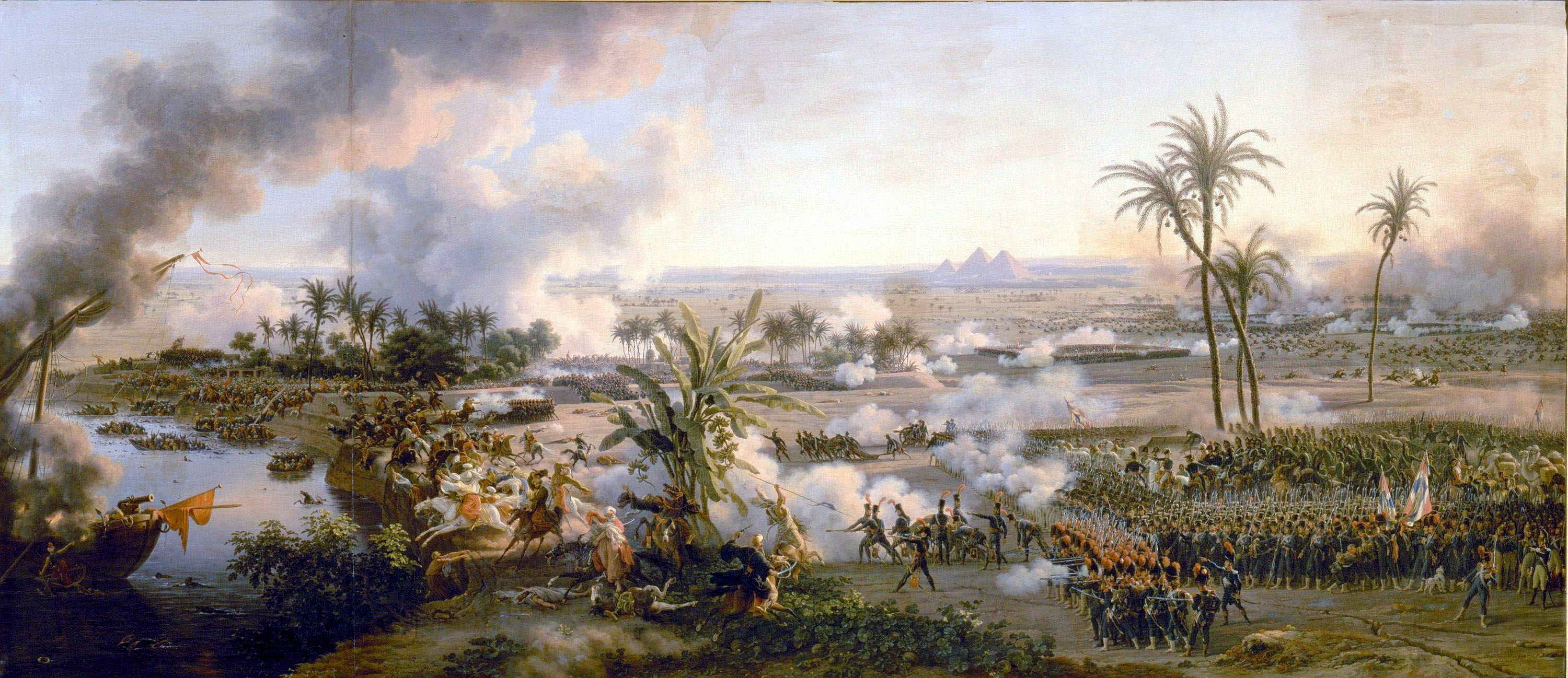
A Batalha das Pirâmides, de Lejeune

Ele produziu uma importante série de imagens de batalha com base em suas experiências. Ele mantinha seus pincéis com ele no campo de batalha e a popularidade de que desfrutava se devia à veracidade e vigor de seu trabalho, que geralmente era executado a partir de esboços e estudos feitos no campo de batalha. Suas obras são conhecidas por sua perspectiva elevada, "oferecendo uma visão panorâmica da totalidade dos eventos da batalha". Quando seus quadros de batalha foram exibidos no Egyptian Hall em Londres, um trilho teve que ser colocado para protegê-los das multidões ansiosas de turistas. Ele é mais conhecido por suas pinturas da batalha de Guirando, que apareceu em 1819 com enorme sucesso, e da batalha de Borodino, sua obra prima. Muitos de seus quadros de batalha foram gravados por Jacques Joseph Coiny e Edme Bovinet. Ele também produziu vários estudos de uniformes no exército imperial francês, como os dos lanceiros de Berg sob Murat e dos ajudantes de campo de Berthier.
Entre suas principais obras estão A entrada de Carlos X. em Paris, 6 de junho de 1825 em Versalhes; Episódio da Guerra da Prússia, outubro de 1807 no Museu Douai; Marengo (1801); Lodi, Thabor, Aboukir (1804); As Pirâmides (1806); Passagem do Reno em 1795 (1824), e Moskawa (??).